# Выйская плотина
Вы́йская плоти́на (также Нижне-Выйская плотина) — гидротехническое сооружение на реке Вые в Качканаре. Разделяет Нижне-Качканарское водохранилище и Выйский отсек шламохранилища Качканарского ГОКа.

## История
Для обеспечения водой строящегося Качканарского ГОКа и будущего города требовалась организовать водохранилища. 27 мая 1957 года началась вырубка просеки от посёлка Валериановска в сторону Долгой горы для расчистки места под будущую плотину. В июле 1958 года была произведена разметка и установлены реперы будущей плотины и водоспуска. В ноябре 1959 года на базе Качканарского строительного управления «Уралспецстрой» было создано управление по строительству гидротехнических сооружений. 16 марта 1960 года его пополнили 30 инженеров-горняков, окончивших Исовский геологоразведочный техникум.
По итогам проведённых расчётов для строительства плотины было принято решение использовать метод мелкошпурового взрывания, чтобы не нарушить целостность пород. В течение 1959—1960 годов Выя была запружена плотиной с образованием Нижне-Качканарского водохранилища. Для строительства плотины использовалась местная скальная порода, для добычи которой к северу от будущей плотины был организован небольшой карьер. Строительные работы производились в основном в летнее время, общий объём уложенный материалов составил около 1,5 млн м³. На время строительства плотины для организации автомобильного сообщения была построена временная дорога восточнее будущей плотины, выходившая к насосной станции осветлённой воды.
В дальнейшем с развитием шламохранилища и строительством береговой дамбы восточнее Выйской плотины был сформирован Выйский отсек осветлённой воды, используемой в оборотном цикле водоснабжения комбината.
В феврале 1967 года началось строительство Верхне-Выйской плотины, которая образовала Верхне-Качканарское водохранилище, используемое для забора питьевой воды, снабжающей город Качканар.
В 1963 году было закончено строительство железнодорожных путей, проложенных по гребню плотины и связавших карьеры и дробильно-обогатительный комплекс комбината. 14 марта того же года первый тепловоз проследовал по плотине с пробным рейсом.
Зеркало Верхне-Качканарского водохранилища достигло 180 гектаров, из которых 34 гектара находятся на территории Пермского края. Нижне-Качканарское водохранилище, заполнявшееся в 1966—1967 годах, имеет площадь зеркала 562 гектара, в том числе 44 гектара на территории Пермского края. Глубина Нижне-Качканарского водохранилища составляет 10—15 метров, в районе плотины увеличивается до 40 метров.

## Характеристики
Высота Нижне-Выйской плотины составляет 44 метра, длина — 580 метров, ширина по гребню — 32 метра. В комплекс гидротехнического сооружения входит донный водоспуск длиной 440 метров (в том числе 240 метров в теле плотины) сечением 8×3 метра, соединяющий Нижне-Качканарское водохранилище и Выйский отсек шламохранилища и используемый для регулирования уровней воды. Плотина построена с использованием естественного рельефа местности: правое (южное) плечо плотины переходит в Выйскую гору, на противоположном склоне которой располагается санаторий «Зелёный мыс».

## Галерея

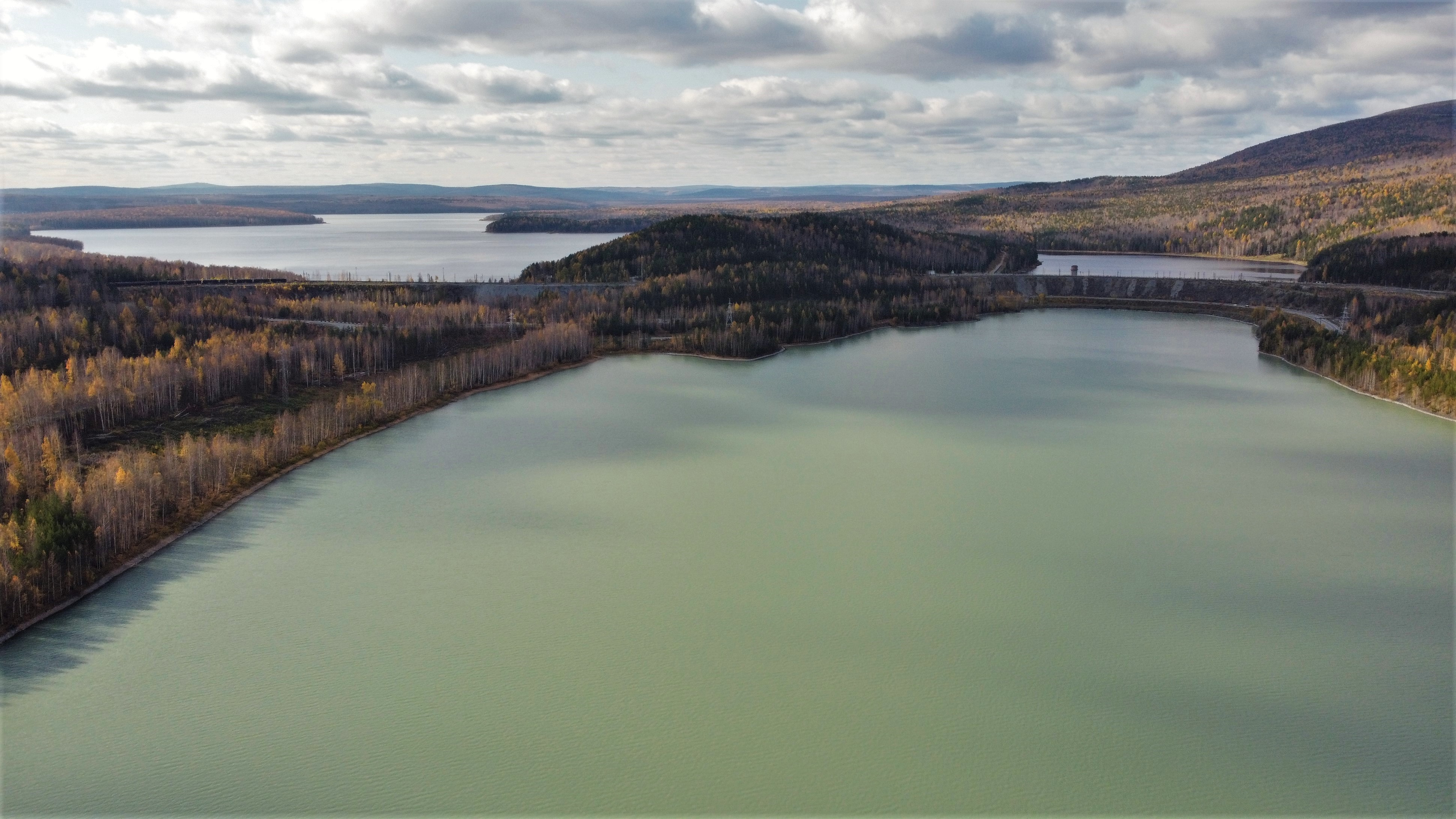
Вид с востока
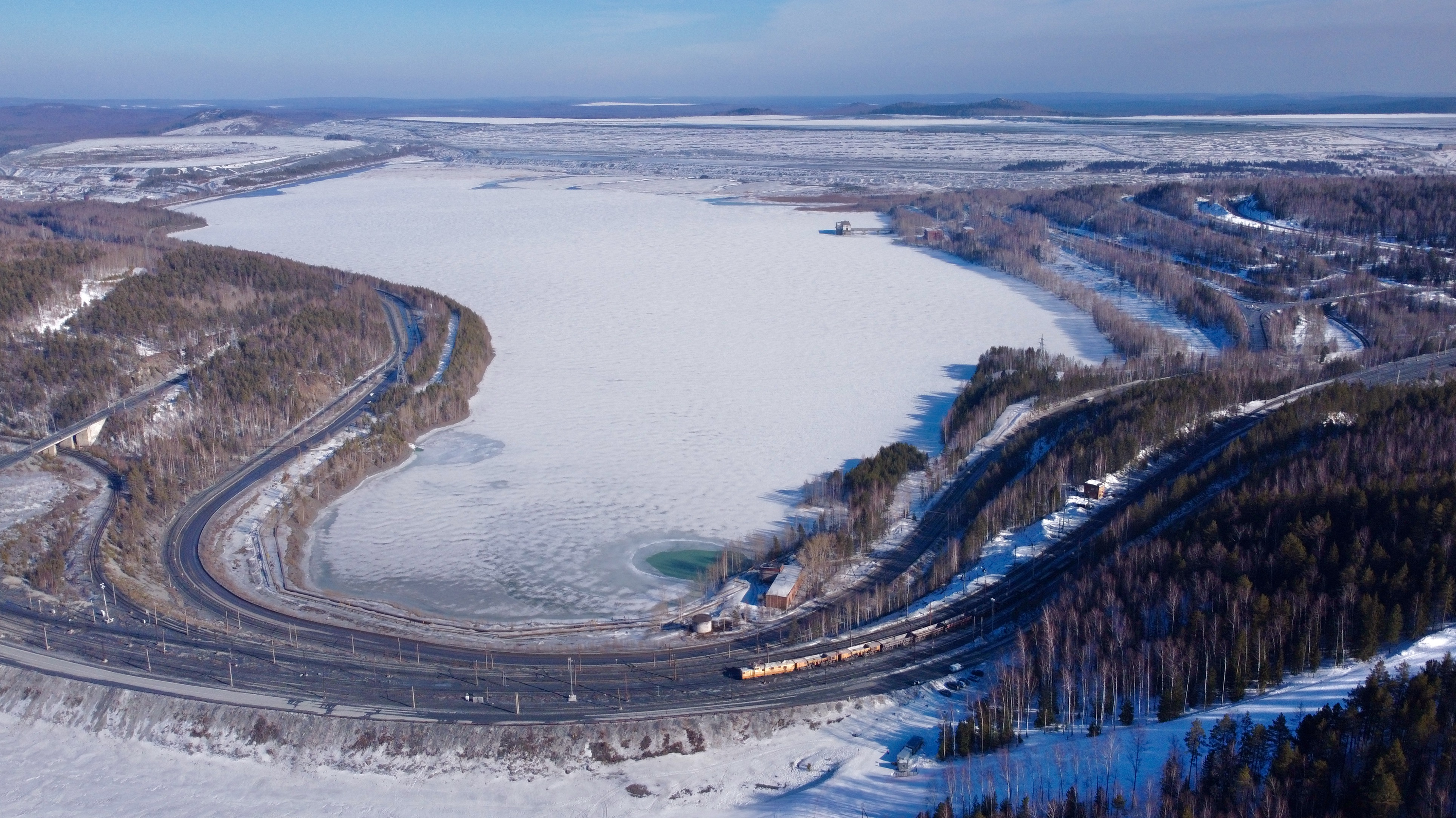
Вид с запада
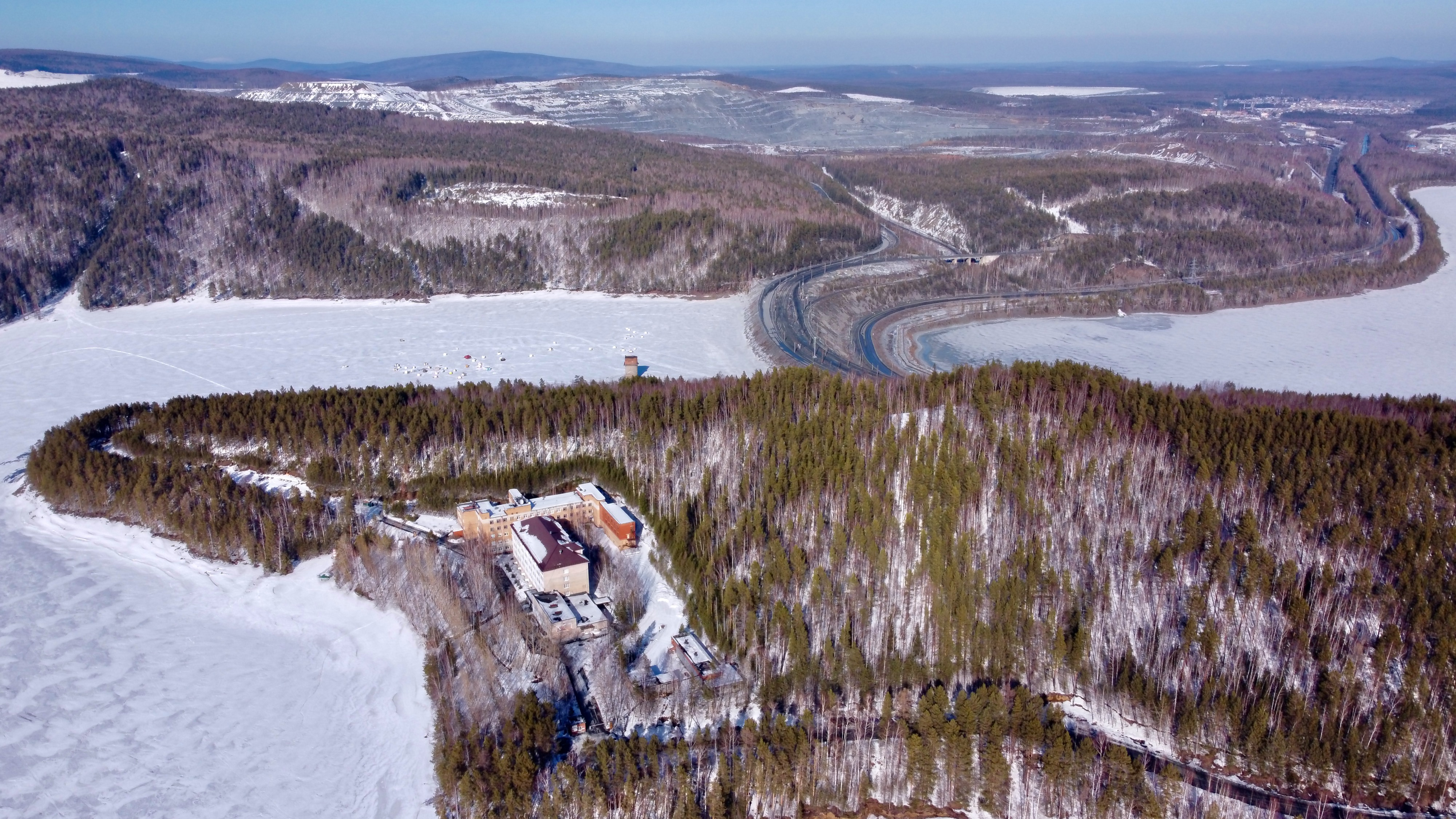
Вид на Выйскую гору и санаторий «Зелёный мыс»
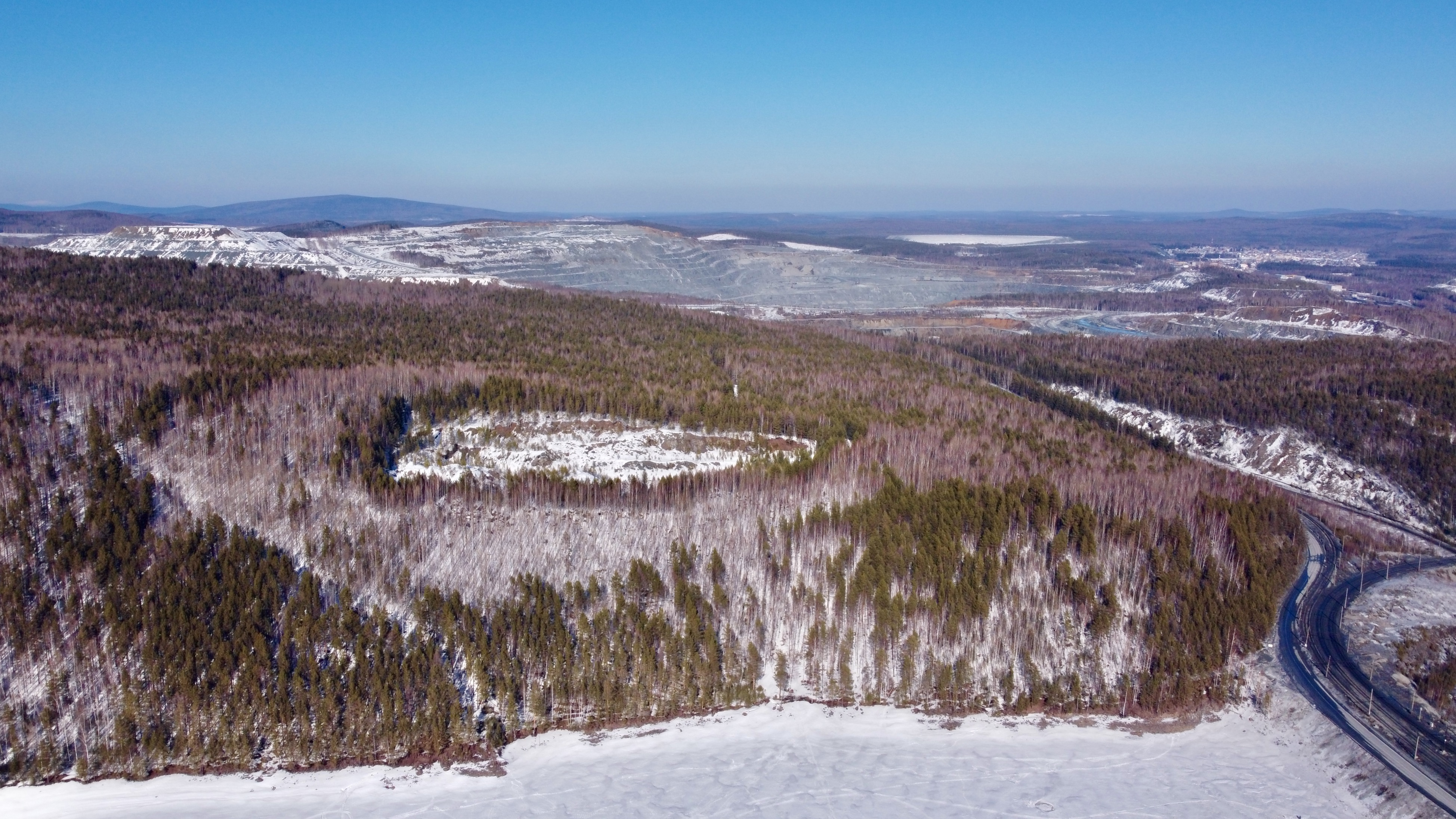
Заброшенный карьер камня
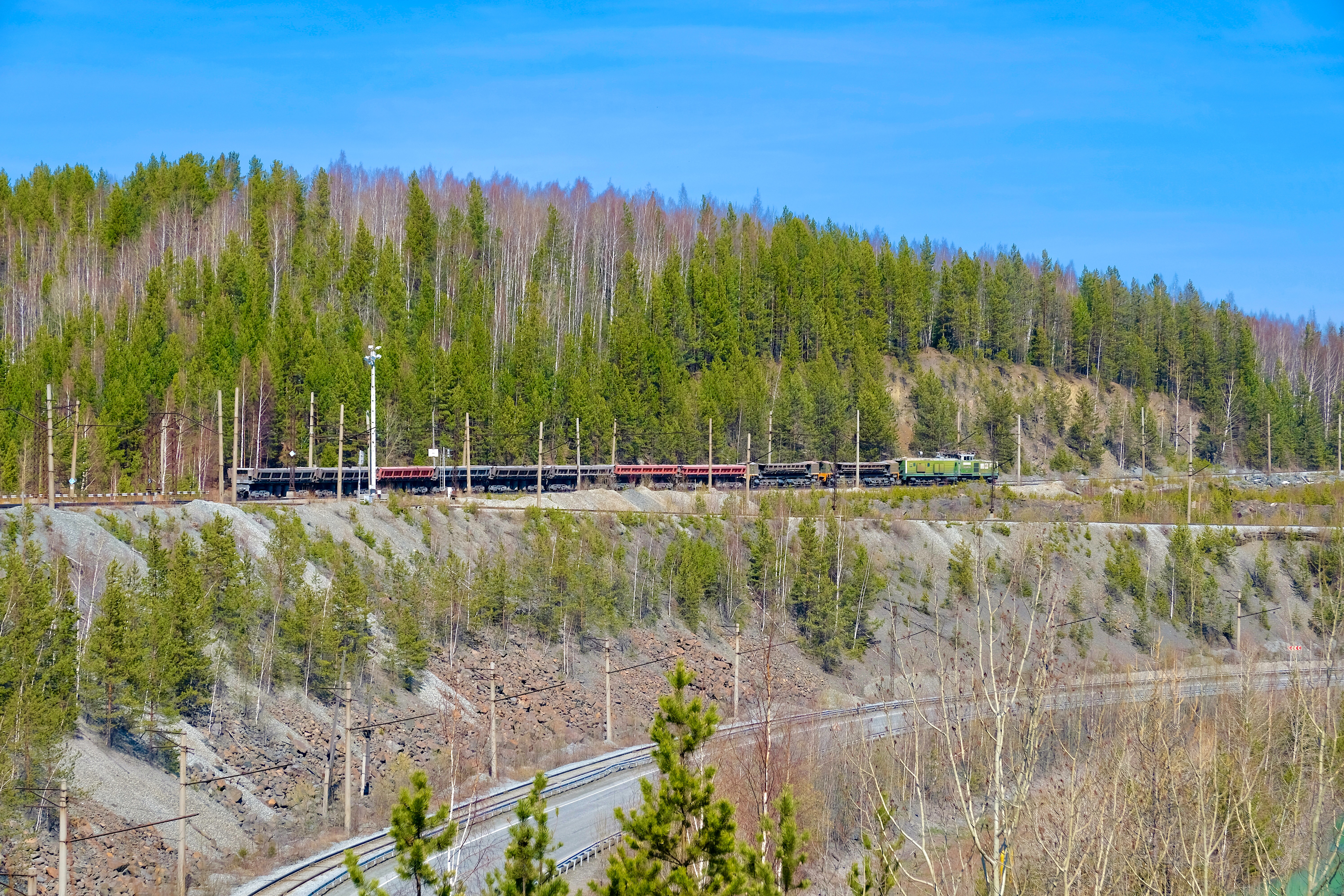
Доставка руды на переработку по гребню плотины
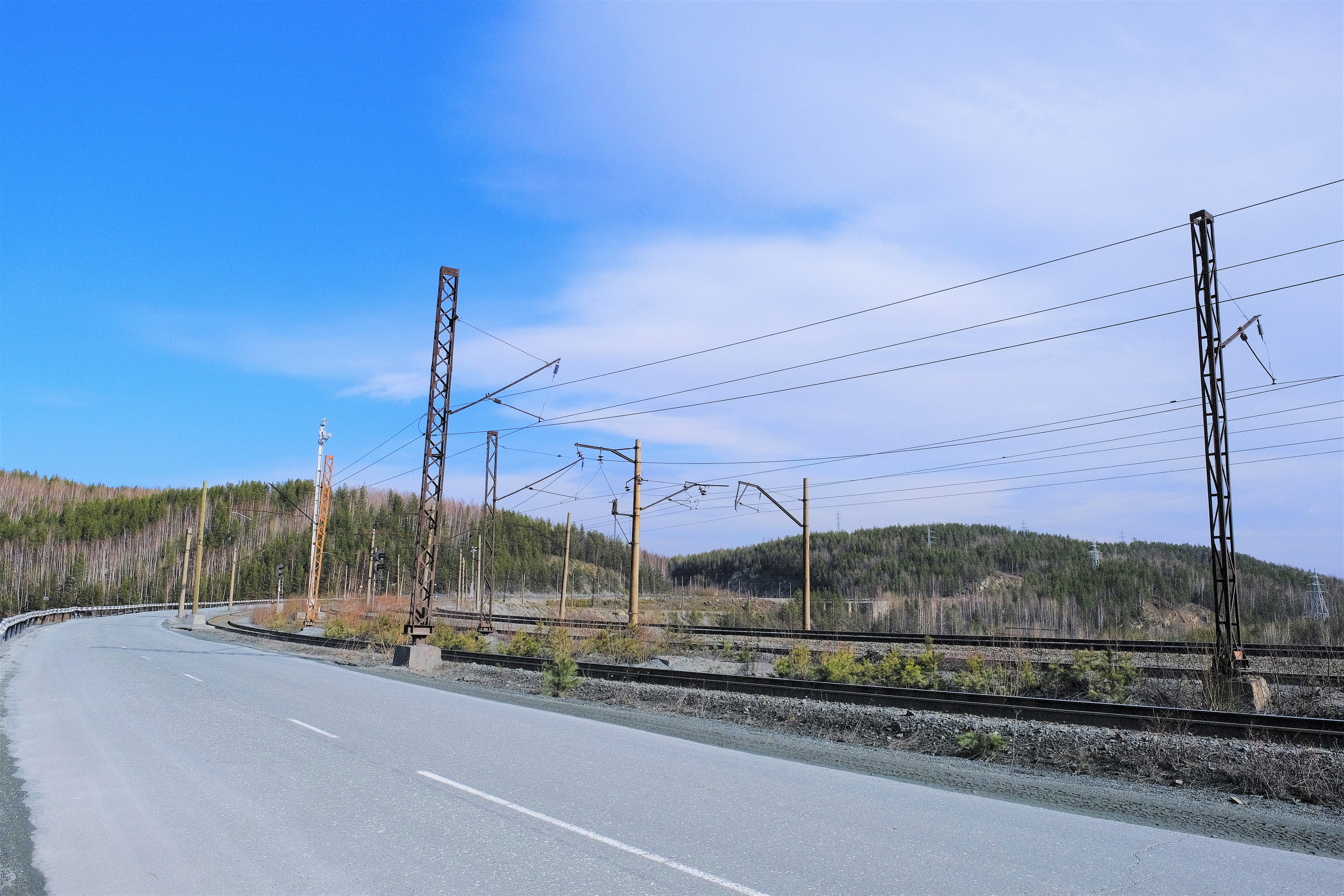
Автодорога и ж/д пути на гребне плотины
- Доставка руды на переработку по гребню плотины